# Lauben (Landkreis Oberallgäu)
Lauben (ⓘ) ist eine Gemeinde im schwäbischen Landkreis Oberallgäu. Der Sitz der Gemeindeverwaltung ist Heising.

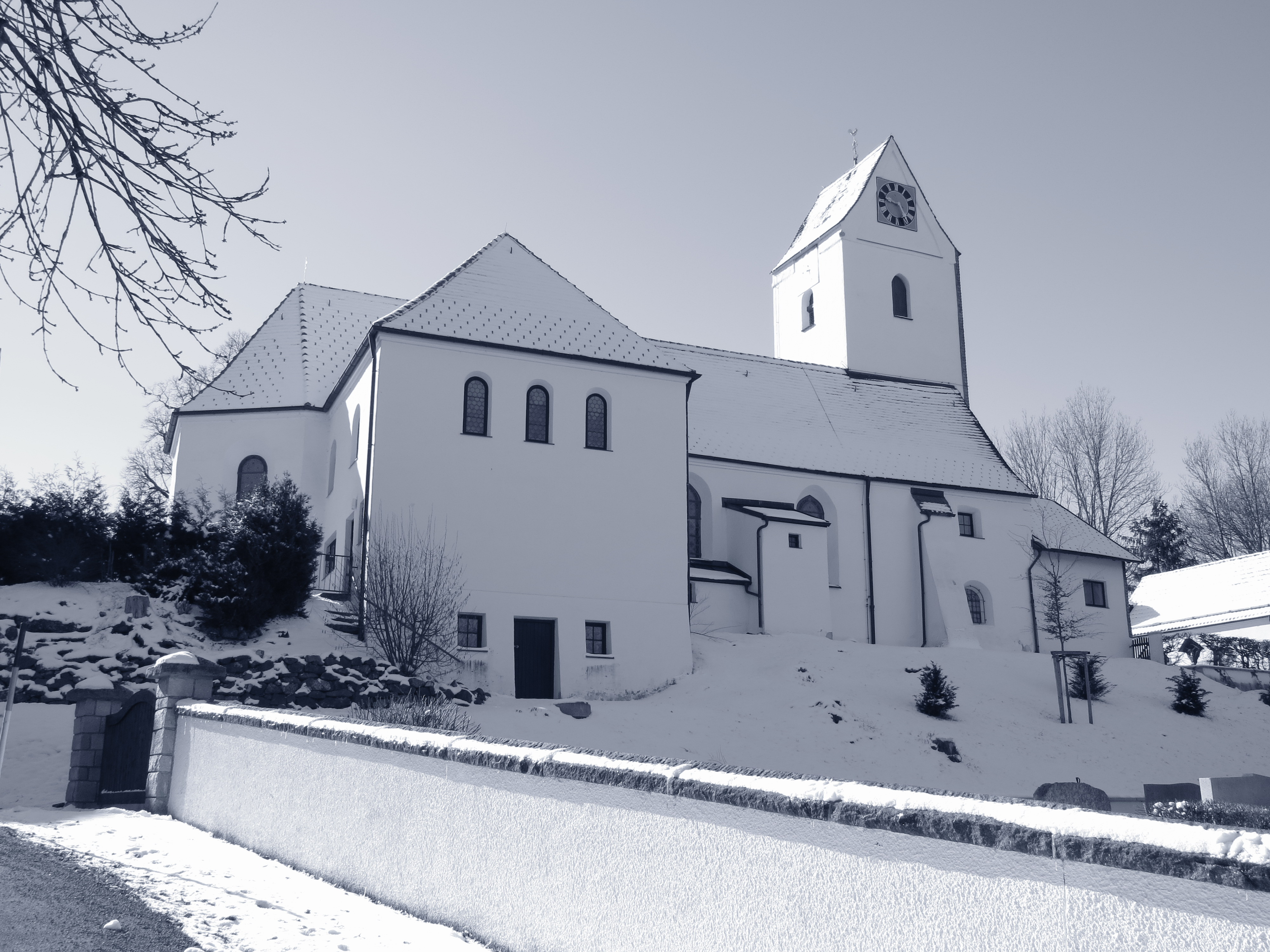
Kirche in Lauben

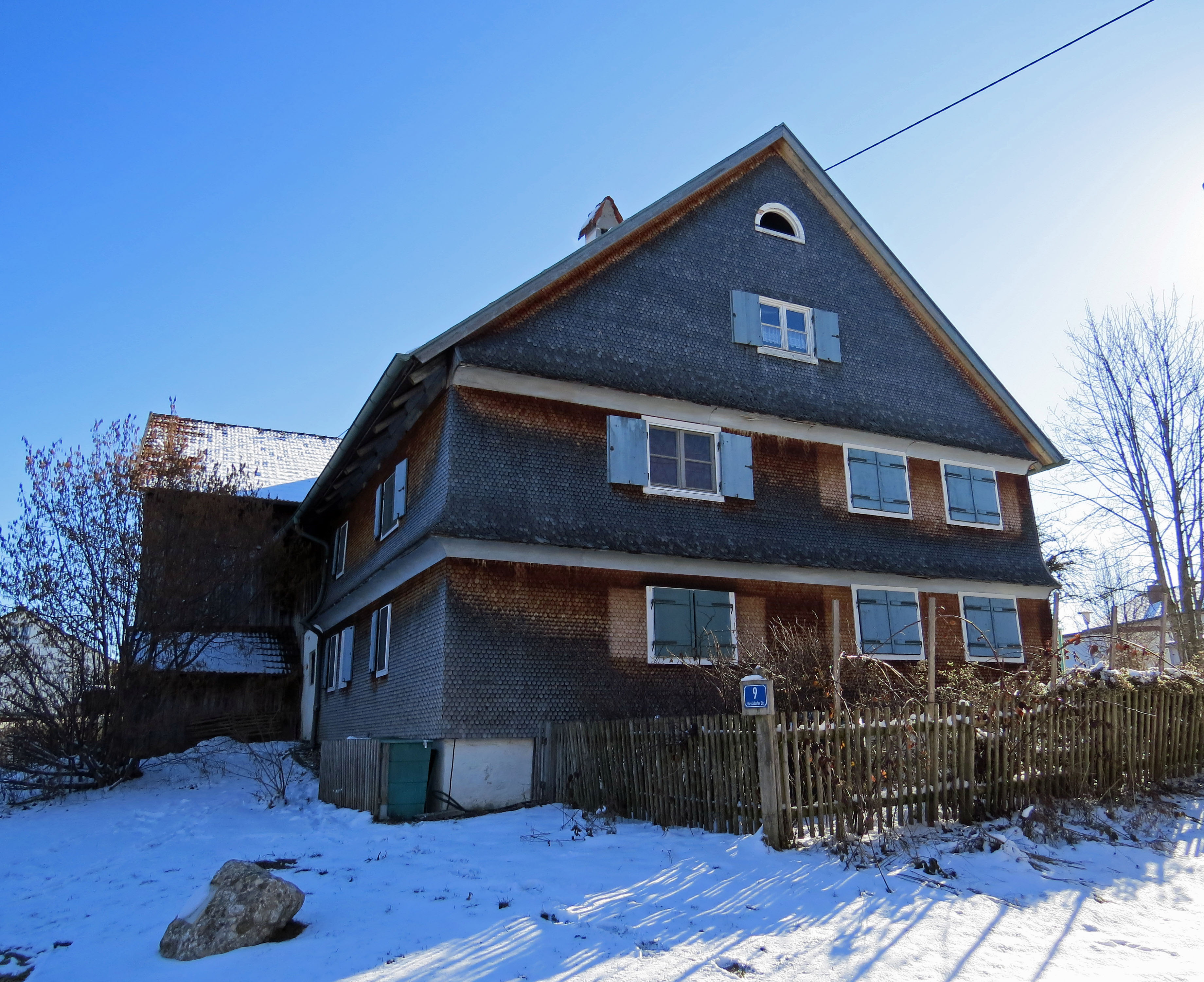
Ehemaliges Bauernhaus in Lauben

## Geografie
Die Höhenlage der Gemeinde beträgt 643 m ü. NHN an der Iller bei Krugzell bis 718 m ü. NHN bei Stielings.
Es gibt 16 Gemeindeteile (in Klammern ist der Siedlungstyp angegeben):
- Ellensberg (Weiler)
- Finken (Weiler)
- Gräbelesmühle (Weiler)
- Grund (Einöde)
- Hafenthal (Einöde)
- Heising (Kirchdorf)
- Hinwang (Weiler)
- Hofen (Dorf)
- Lauben (Pfarrdorf)
- Moos (Dorf)
- Nasengrub (Weiler)
- Oberbühlers (Einöde)
- Schwarzenbühlers (Einöde)
- Steigers (Einöde)
- Stielings (Dorf)
- Winklers (Weiler)

Das Gemeindegebiet besteht nur aus der Gemarkung Lauben.

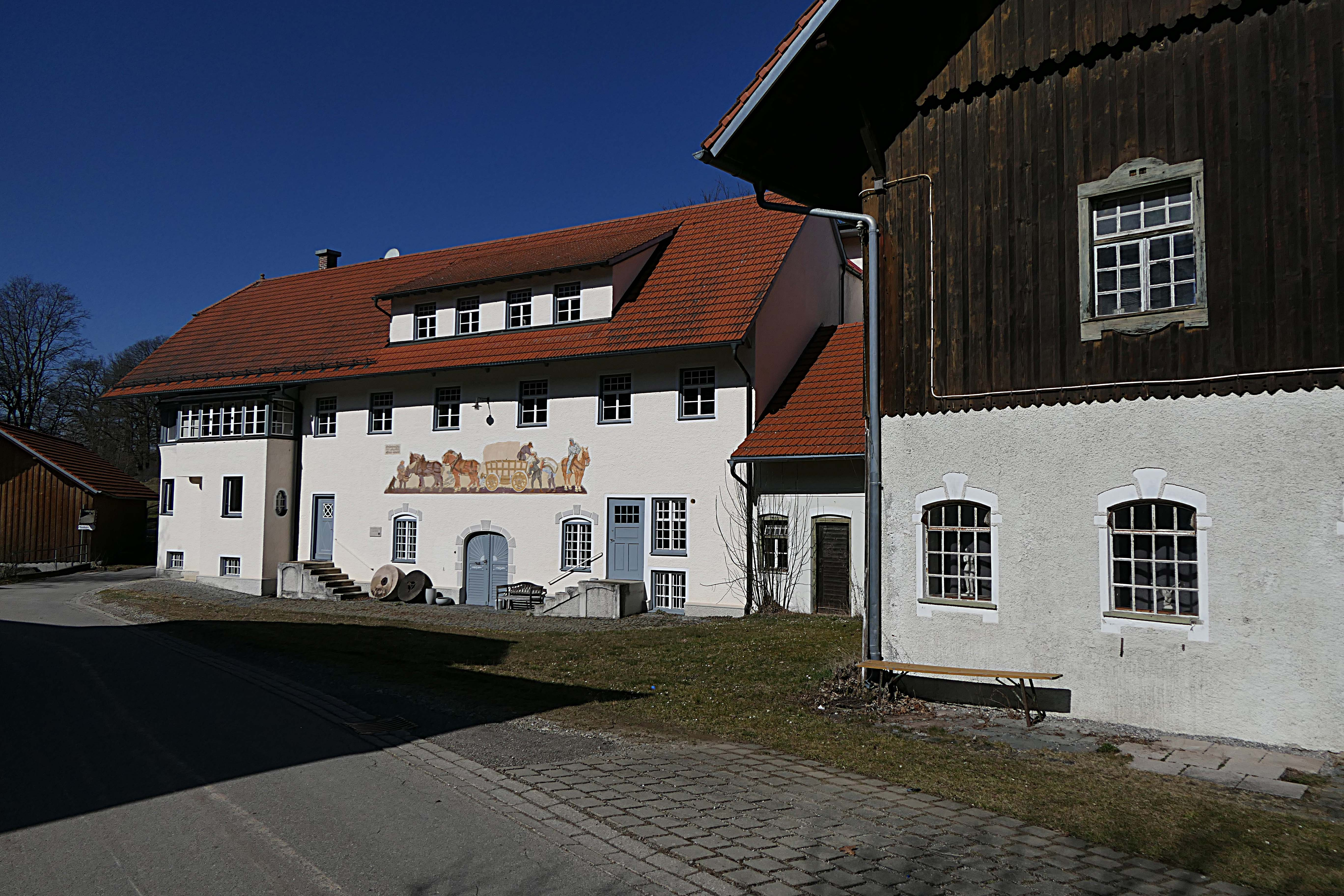
Gräbelesmühle im Leubastal

## Geschichte

### Bis zur Gemeindegründung
Urkundlich erwähnt wurde der Ort erstmals im Jahre 1220 unter dem Namen Lobun. Lauben gehörte zum Fürststift Kempten. Seit dem Reichsdeputationshauptschluss und der Säkularisation von 1803 gehört der Ort zu Bayern. Im Zuge der Verwaltungsreformen in Bayern entstand mit dem Gemeindeedikt von 1818 die heutige Gemeinde.

### 20. Jahrhundert
Im Jahre 1909 wurde die heutige Firma Käserei Champignon Hofmeister gegründet.

### Einwohnerentwicklung
| Jahr      | 1961 | 1970 | 1987 | 1991 | 1995 | 2000 | 2005 | 2010 | 2015 | 2020 |
| --------- | ---- | ---- | ---- | ---- | ---- | ---- | ---- | ---- | ---- | ---- |
| Einwohner | 1183 | 1847 | 2757 | 2809 | 2988 | 3103 | 3288 | 3365 | 3456 | 3498 |

## Politik

### Bürgermeister
Erster Bürgermeister ist seit 20. Juni 2023 Mathias Pfuhl. Er wurde als gemeinsamer Kandidat von UGB (Unabhängige Gemeindebürger), CSU und Bürgerclub Lauben-Heising für die Bürgermeisterwahl nominiert. Bei der Wahl am 18. Juni 2023 wurde Pfuhl mit 95,58 % der Stimmen gewählt.
Die Neuwahl war erforderlich, da sein Vorgänger Florian Gröger im Februar 2023 im Amt verstarb. Gröger (Unabhängige Gemeindebürger) war seit 30. November 2021 im Amt; er wurde mit 65,66 % der Stimmen am 29. November 2021 gewählt. Sein Vorgänger war von Mai 2020 bis August 2021 Dietmar Markmiller; davor standen von Mai 2002 bis April 2020 Berthold Ziegler (Unabhängige Gemeindebürger) und bis 2002 Hans Kerber (Unabhängige Gemeindebürger) an der Gemeindespitze.

### Gemeinderat
Die Wahl am 15. März 2020 hatte folgendes Ergebnis:
- Unabhängige Gemeindebürger: 8 Sitze (49,02 %)
- CSU: 5 Sitze (34,30 %)
- Bürgerclub Lauben-Heising: 3 Sitze (16,67 %).

Die Wahlbeteiligung betrug 61,63 %.

### Wappen
| Wappen Gde. Lauben | Blasonierung: „Gespalten; vorne geteilt von Rot und Blau, hinten in Silber übereinander drei schräg liegende grüne Laubblätter.“ |
| Wappen Gde. Lauben | Wappenbegründung: Die Farben Rot und Blau sind die Farben des Fürststifts Kempten und erinnern an dessen Herrschaft im Gemeindegebiet vom 13. Jahrhundert bis zu dessen Aufhebung 1803. Die Pfarrei Lauben war dem Fürststift inkorporiert. Die grünen Laubblätter stehen redend für den Ortsnamen. Dieses Wappen wird seit 1961 geführt. |

### Steuereinnahmen
Das Bruttosteueraufkommen lag im Jahr 2019 bei 4,748 Mio. €, das Nettosteueraufkommen bei 2,784 Mio. €. Die Gewerbesteuereinnahmen betrugen brutto 1,1 Mio. €.

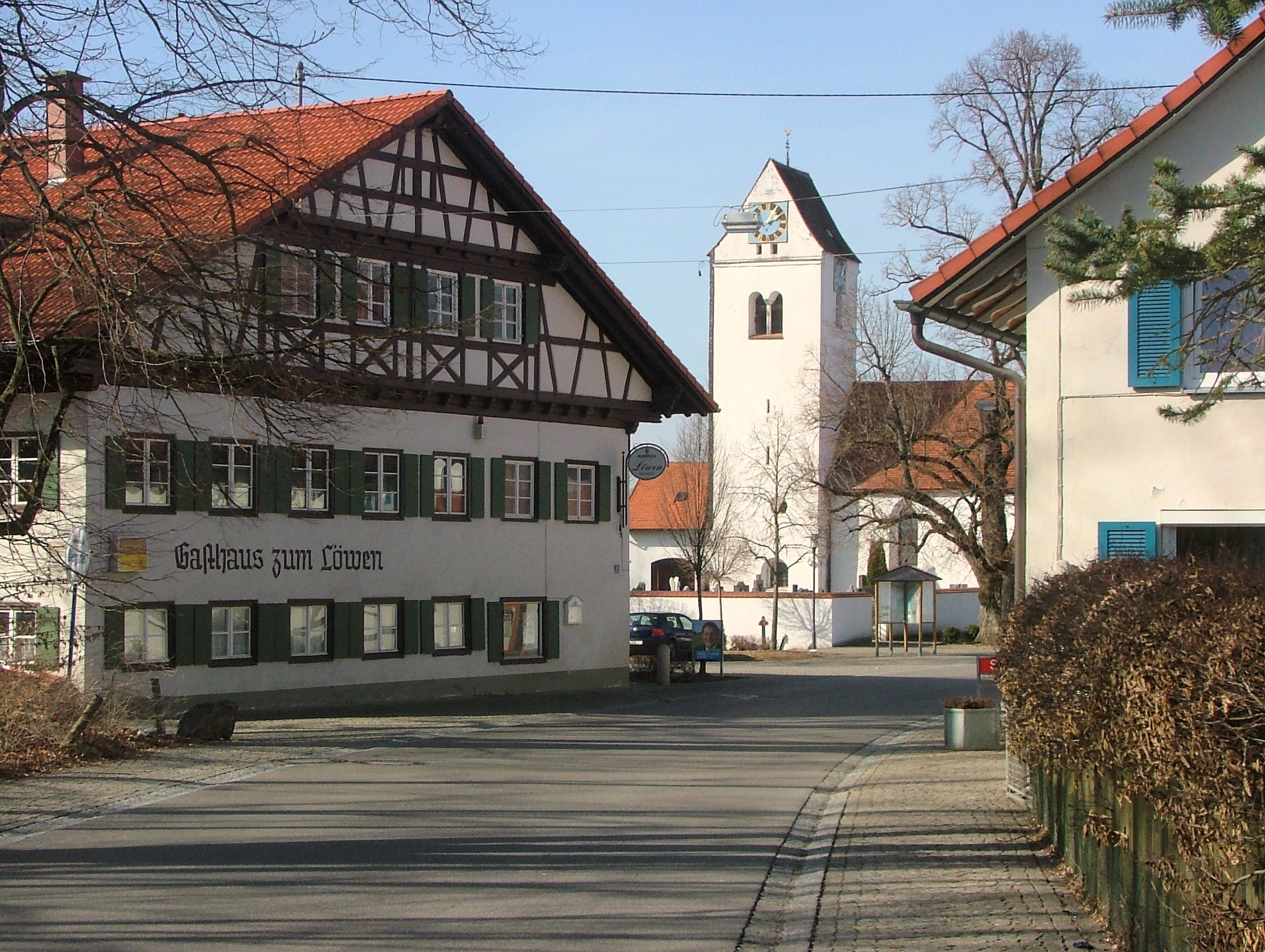
Lauben

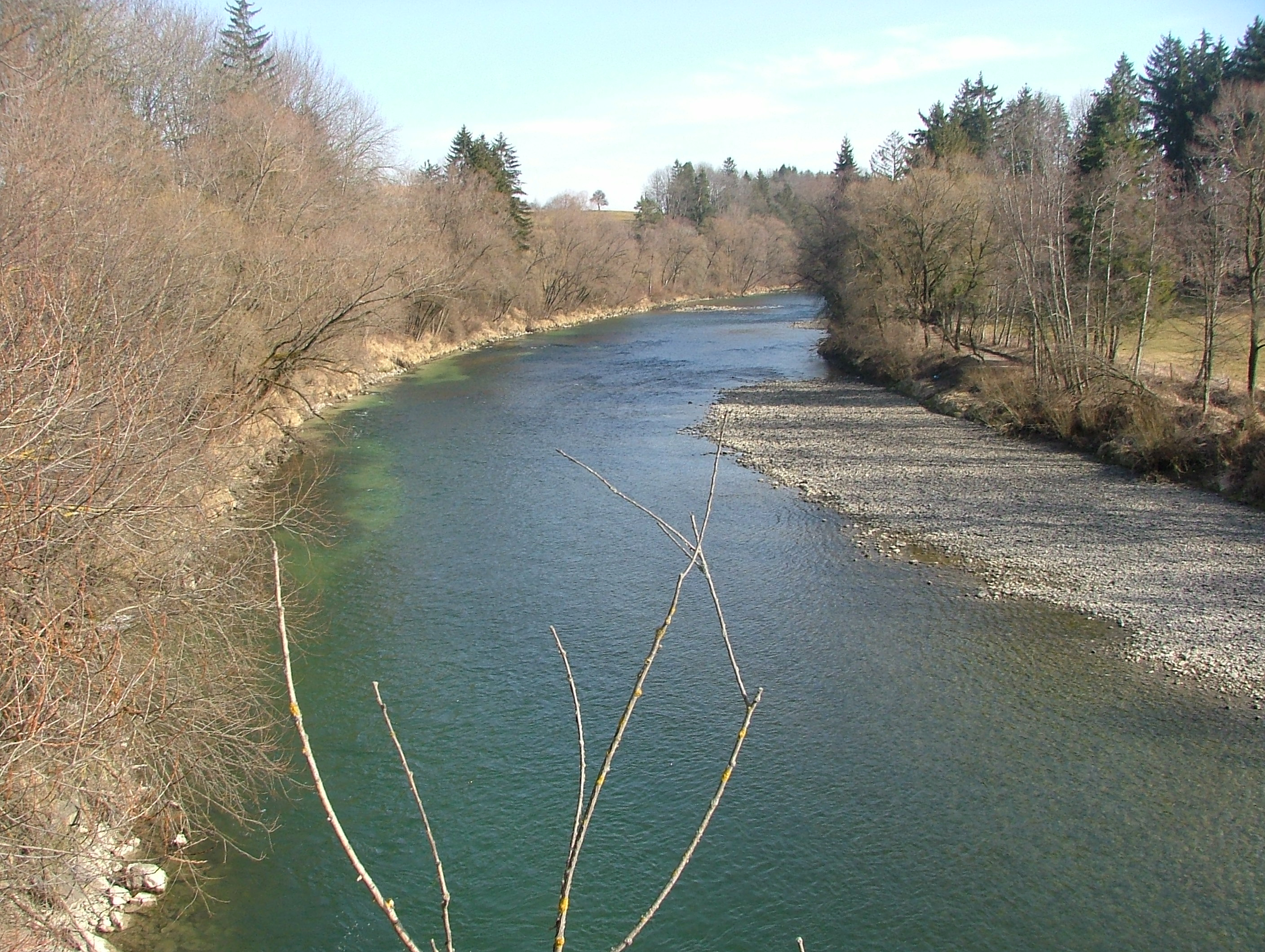
Von der Illerbrücke nach Hirschdorf

## Wirtschaft und Infrastruktur

### Wirtschaft einschließlich Land- und Forstwirtschaft
Wirtschaftlich bedeutend ist das weltweit tätige Unternehmen Käserei Champignon Hofmeister GmbH & Co. KG im Gemeindeteil Heising.
Es gab im Jahr 2020 im Bereich Handel und Verkehr 182 sozialversicherungspflichtig Beschäftigte am Arbeitsort. In sonstigen Wirtschaftsbereichen waren am Arbeitsort 1068 Personen sozialversicherungspflichtig beschäftigt. Sozialversicherungspflichtig Beschäftigte am Wohnort gab es insgesamt 1476. Im verarbeitenden Gewerbe (sowie Bergbau und Gewinnung von Steinen und Erden) gab es drei Betriebe, im Bauhauptgewerbe sechs Betriebe. Zudem bestanden im Jahr 2016 17 landwirtschaftliche Betriebe mit einer landwirtschaftlich genutzten Fläche von 647 ha.

### Bildung
Es gibt folgende Einrichtungen (Stand: 2021):
- Kindergarten/Kinderkrippe mit zusammen 22 Betreuerinnen und 122 Kindern
- Grundschule mit 6 Lehrern und 102 Schülern in 5 Klassen